# カインとアベル

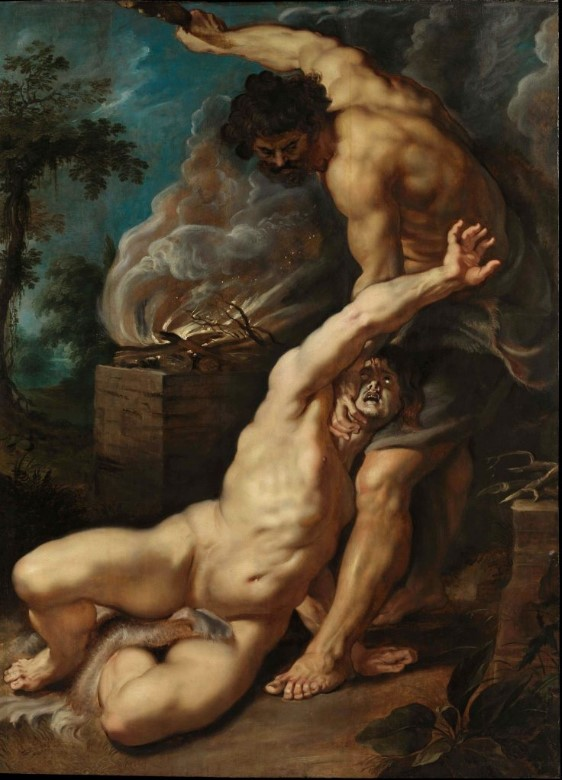
アベルを殺すカイン（ピーテル・パウル・ルーベンス画）

カインとアベルは、旧約聖書『創世記』第4章に登場する兄弟のこと。アダムとイヴの息子たちで兄がカイン（קַיִן）、弟がアベル（הֶבֶל）である。ユダヤ教、キリスト教、イスラム教などの神話において人類最初の殺人の加害者・被害者とされている。
カインとは本来ヘブライ語で「鍛冶屋、鋳造者」を意味し、追放され耕作を行えなくなったカインを金属加工技術者の祖とする解釈も行われている。アベルとは「息」（＝「霊、命」）を意味する。
この説話を、「遊牧民（＝アベル）と農耕民（＝カイン）の争い、遊牧民の農耕民に対する優越性を正当化するもの」と、解釈する向きもある。

## 創世記の記述
カインとアベルは、アダムとイブがエデンの園を追われた（失楽園）後に生まれた兄弟である。カインは農耕を行い、アベルは羊を放牧するようになった。
ある日2人は各々の収穫物をヤハウェに捧げる。カインは収穫物を、アベルは肥えた羊の初子を捧げたが、ヤハウェはアベルの供物に目を留めカインの供物には目を留めなかった。これを恨んだカインはその後、野原にアベルを誘い殺害する。その後、ヤハウェにアベルの行方を問われたカインは「知りません。私は弟の番人なのですか？」と答えた。しかし、大地に流されたアベルの血はヤハウェに向かって彼の死を訴えた。カインはこの罪により、エデンの東にあるノド（נוֹד、「流離い」の意）の地に追放されたという。この時ヤハウェは、もはやカインが耕作を行っても作物は収穫出来なくなる事を伝えた。また、追放された土地の者たちに殺されることを恐れたカインに対し、ヤハウェは彼を殺す者には七倍の復讐があることを伝え、カインには誰にも殺されないためのカインの刻印をしたという。
カインは息子エノクをもうけ、ノドの地で作った街にもエノクの名をつけた。
アベルの死後、ヤハウェは、アダムとイヴに、アベルの代わりとして、セト（セツ）を授けた。セトはアベルの生まれ変わりとも解釈される。

## ヨベル書・エノク書での記述
エチオピア正教会およびエリトリア正教テフワド教会の聖典『ヨベル書』（他の教会では偽典とされる）によれば、カインは第2ヨベル第3年週にアダムの妻から長男として生まれた。妻は同ヨベルの第5年週に生まれた妹のアワンである。
同じくエチオピア正教等の聖典『エノク書』第22章には、冥界を訪れたエノクが大天使ラファエルの案内で死者の魂の集められる洞窟を目撃した事が記されている。それによると、アベルの霊はその時代になってもなお天に向かってカインを訴え続けており、カインの子孫が地上から絶える日まで叫び続けるという。

## アダムとイヴとサタンの対立での記述
『アダムとイヴとサタンの対立』によれば、カインによるアベルの殺害には、カインの双子の妹であり、アベルの妻かつ姉であるルルワを巡る争いが背景にあった。

## 子孫

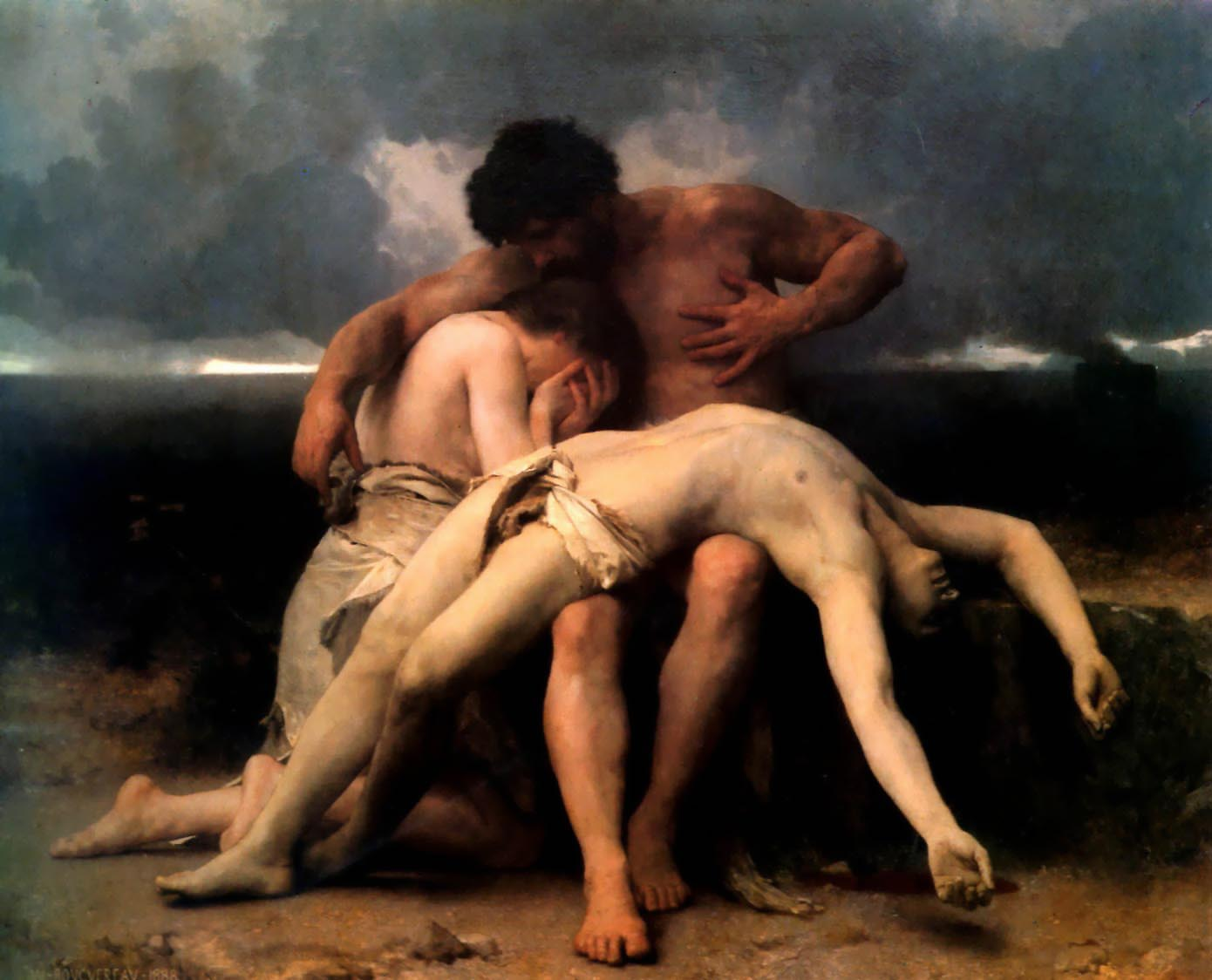
アベルの死を嘆くアダムとイヴ（ウィリアム・アドルフ・ブグロー画）

カインの子孫であるトバルカインは「青銅や鉄で道具を作る者」と『創世記』第4章に記されている。また、トバルカインの異母兄弟であるヤバルは遊牧民、ユバルは演奏家の祖となった。さらに彼らの父であるレメクは戦士だったらしく「わたしは受ける傷のために人を殺し、受ける打ち傷のために、わたしは若者を殺す。カインのための復讐が七倍ならば、レメクのための復讐は七十七倍」と豪語している（『創世記』第4章22節）。
ユダヤ教のアガダー『タンフマ・ベレシード』では、カインに付けられた印を角と解釈し、盲目となったレメクが息子の補助を受けて狩りをしている時に、たまたま現れたカインを角の生えた動物と間違えて誤殺したと伝えている。
『創世記』内では前述のレメクの尊大な言い方がある程度で、カインの子孫は邪悪と明記している部位は特にないが、1世紀頃のユダヤ人たちからは「カインの子孫は悪徳や腐敗を重ねた連中達だった」とされ、このため大洪水で滅ぼされる対象になったのだとされた。
『ベーオウルフ』に登場する巨人グレンデルはカインの末裔とされている。

## 後世への影響
親の愛をめぐって生じた兄弟間の心の葛藤等を指すカインコンプレックスは、この神話から名付けられたものである。小説および映画『エデンの東』のほか、小野不由美のホラー小説『屍鬼』ではカインとアベルが重要なファクターとして登場するなど、この二人の物語を題材にした作品も多い。カインとアベルは兄弟の代名詞でもあり、「運命的な兄弟」を暗示させる言葉として下記作品のタイトルにも使用されている。
- カインの末裔 - 有島武郎の小説。
- ケインとアベル - ジェフリー・アーチャーの小説、及びそれを原作とするテレビドラマ。
- レイク・デッド ケインとアベル - ホラー映画。
- カインとアベル - 2016年10月〜フジテレビ系「月9」放送枠のテレビドラマ。
- HILL -幻覚の雪-（2002年12月18日リリースの楽曲）-ヴィジュアル系バンドPIERROTの曲。